# Boulevard de Reuilly
Koordinaten: 48° 50′ N, 2° 24′ O
Der Boulevard de Reuilly ist eine Straße im 12. Arrondissement von Paris.

## Lage
Der Boulevard bildet die Verlängerung des Boulevard de Bercy: Er überquert den Place Félix-Éboué und führt weiter zum Boulevard de Picpus.
Am Beginn der Straße liegt die Metrostation Dugommier mit der Linie  . Am Place Félix-Éboué befindet sich die Station Daumesnil mit den Linien   und . Ferner verkehren die Buslinien der RATP  29 46 64 71 77 und 215 in der Straße.

## Namensursprung
Der Namen wurde genommen, da sich der Boulevard in der Nachbarschaft zur Rue de Reuilly befindet. Hier stand das Château de Reuilly (Romiliacum) aus dem 7. Jahrhundert, wo Dagobert I. 629 seine Frau Gomatrude verstieß.

## Geschichte
Ehemals verlief der Weg folgendermaßen:
- außerhalb der ehemaligen Zollmauer:
  - Boulevard de Charenton, im Bereich der heutigen Rue de Charenton und dem Place Félix-Éboué
  - Boulevard de Reuilly, im Bereich zwischen dem heutigen Place Félix-Éboué und der Rue de Picpus
- innerhalb der ehemaligen Zollmauer:
  - ein Teil des Place de la Barrière-de-Charenton an der Einmündung der heutigen Rue de Charenton
  - Chemin de ronde de Charenton für den Teil zwischen der heutigen Rue de Charenton und dem Place Félix-Éboué
  - Chemin de ronde de Reuilly für den Teil zwischen dem heutigen Place Félix-Éboué und der Rue de Picpus
  - ein Teil vom Place de la Barrière-de-Picpus ab der heutigen Einmündung der Rue de Picpus.

Die Zollstation Picpus befand sich an der heutigen Ecke Rue de Picpus / Boulevard de Reuilly und Boulevard de Picpus.

## Sehenswürdigkeiten
- Fontaine du Château d’eau (Gabriel Davioud) am Place Félix-Éboué
- Der Place Sans-Nom liegt am Übergang Boulevard de Picpus / Boulevard de Reuilly[1] ist ein von der Bevölkerung verwendete Ortsangabe. Der Platz ist auch offiziell benannt[2], aber die Postanschriften wurde nicht geändert, denn dies wäre für die ansässigen Geschäfte mit Kosten verbunden.[3]